# Closworth
Closworth – wieś w Anglii, w hrabstwie Somerset, w dystrykcie (unitary authority) Somerset. Leży 62 km na południe od miasta Bristol i 187 km na zachód od Londynu. W 2002 miejscowość liczyła 192 mieszkańców.